# پل راه‌آهن سرخ آباد
پل راه آهن سرخ‌آباد مربوط به دوره پهلوی اول است و در شهرستان سوادکوه، بخش مرکزی، روستای سرخ‌آباد واقع شده و این اثر در تاریخ ۲۲ مرداد ۱۳۸۴ با شمارهٔ ثبت ۱۳۰۸۷ به‌عنوان یکی از آثار ملی ایران به ثبت رسیده است.